# Alain Peyrefitte
Alain Peyrefitte (Najac, 26 agosto 1925 – Parigi, 27 novembre 1999) è stato un politico, diplomatico e scrittore francese.

## Formazione e carriera professionale

### Diplomatico
Lo scrittore Roger Peyrefitte sosteneva di essere un cugino di Alain Peyrefitte, circostanza sempre smentita da quest'ultimo.
Figlio di due insegnanti elementari, crebbe nel Sud-ovest della Francia. Si trasferì a Parigi dopo la Liberazione per frequentare l'École normale supérieure e l'École nationale d'administration (ENA). Rinunciò a concludere gli studi umanistici alla Normale, per diplomarsi all'ENA creata nel 1945 (Peyrefitte, infatti, appartiene alla prima classe della prima promotion della storia di questa istituzione). Dopo aver lavorato dal 1947 al 1949 come ricercatore al Conseil national des recherches scientifiques (CNRS), entrò in diplomazia, assumendo l'incarico di segretario di ambasciata a Bonn, indi fu console di Francia a Cracovia.

### Giornalista
Dal 1983 fino alla morte fu presidente del comitato editoriale di Le Figaro, del quale già era editorialista.

## Carriera politica

### Confidente di De Gaulle
Nel 1958 entrò a far parte dell'entourage di Charles de Gaulle nelle settimane che precedettero il ritorno al potere del generale. Da quella data e fino alle dimissioni di de Gaulle da presidente della Repubblica, nell'aprile 1969, Peyrefitte fu tra i suoi più ascoltati confidenti. Peyrefitte aveva i suoi tête-à-tête con de Gaulle soprattutto dopo la seduta del consiglio dei ministri che si teneva ogni mercoledì e il resoconto di oltre un decennio di colloqui settimanali con De Gaulle è contenuto in una serie di quaderni per circa cinquemila pagine. Una  selezione è stata pubblicata nei volumi "C'était de Gaulle" (Era de Gaulle): la sola testimonianza diretta del pensiero di questo Statista.
Con l'avvento della Quinta Repubblica, Peyrefitte fu uno dei giovani più in vista del nuovo ordinamento politico; venne eletto deputato all'Assemblea nazionale nel 1958 e costantemente rielettovi fino al 1995, quando passò al Senato, dove siederà fino alla sua scomparsa, nel 1999.
Fu consigliere generale della Senna e Marna dal 1964 al 1988 e sindaco di Provins dal 1966 al 1997.

### Uomo di governo
Nel 1962 ottenne a soli 36 anni la nomina a membro del governo e iniziò così una brillante carriera ministeriale:
- segretario di Stato per l'Informazione (14 aprile - 11 settembre 1962) e poi ministro delegato per i francesi d'Algeria rientrati in patria (11 settembre 1962 - 28 novembre 1962) nel primo governo Pompidou
- ministro dell'informazione nel secondo governo Pompidou (6 dicembre 1962 -8 gennaio 1966)
- ministro delegato per la ricerca scientifica per le questioni atomiche e spaziali nel terzo governo Pompidou (8 gennaio 1966 - 6 aprile 1967)
- ministro dell'educazione nazionale nel quarto governo Pompidou (6 aprile 1967 - 28 maggio 1968).

Nel 1963, in qualità di ministro dell'Informazione Alain Peyrefitte propose la Marcia trionfale dell'Aida di Giuseppe Verdi come sigla di apertura del nuovo telegiornale, ma fu necessario abbandonare l'ipotesi dell'omaggio al grande operista italiano quando si scopri che in questa iniziativa la Francia era stata preceduta dall'Egitto di Nasser.
Dopo gli eventi del Maggio francese, Peyrefitte aveva proposto di negoziare con i manifestanti, offrendo la messa in libertà degli studenti arrestati, la riapertura della Sorbona e l'evacuazione delle forze dell'ordine dal Quartiere latino, ossia le tre richieste del movimento di protesta. In contropartita, il governo sarebbe stato legittimato a imporre un filtro all'ingresso dell'università e il divieto di ogni manifestazione, pena una reazione energica da parte della polizia. Ma il Primo ministro Georges Pompidou, rientrato da un viaggio all'estero, sconfessò il ministro concedendo la riapertura della Sorbona senza chiedere contropartite. Di conseguenza, Peyrefitte il 28 maggio 1968 si dimise dal governo: avviò così un breve periodo di distacco dalla politica, dedicato soprattutto a plurimi viaggi in Cina e alla ricerca storica. Risale a questo periodo la sua opera più celebre: Quand la Chine s'éveillera... (Quando la Cina si desterà).
Dal 1972 al 1973 divenne segretario generale dell'Unione dei Democratici per la Repubblica (UDR), il partito gollista. Nel 1973 venne richiamato al governo da Georges Pompidou, divenuto presidente della Repubblica nel 1969.
- ministro per le riforme amministrative e per la programmazione nel secondo governo Messmer (5 aprile 1973 - 28 maggio 1974)
- ministro della cultura e dell'ambiente nel terzo governo Messmer (1º marzo - 28 maggio 1974).

Dopo una pausa, tornò al governo nella seconda fase del settennato di Valéry Giscard d'Estaing:
- guardasigilli, ministro della giustizia nel secondo e terzo governo Barre (30 marzo 1977 - 22 maggio 1981).

#### La leggeSécurité et liberté
Nei primi mesi del 1977 Peyrefitte venne richiamato dal presidente della Repubblica Valéry Giscard d'Estaing a presiedere un comitato di riflessione sulla violenza, sulla criminalità e sulla delinquenza. Il rapporto conclusivo ricevette l'apprezzamento di Giscard, che nominò Peyrefitte guardasigilli e ministro della giustizia. Se la sua relazione era impostata a principi liberali (Peyrefitte auspicava addirittura l'abolizione della pena di morte), la sua gestione del ministero della Giustizia fu caratterizzata da una spinta repressiva. Nel 1980 fu emanata, infatti, la legge Sécurité et liberté, un provvedimento di grande fermezza che prevedeva strumenti di repressione di una particolare severità. È probabile che Peyrefitte abbia preso lo spunto dalla legge Reale del 1975 e dalle successive modificazioni apportate nel 1978. In quel periodo, in Francia si paventava una recrudescenza della criminalità e del terrorismo e dall'Italia arrivavano segnali inquietanti. La legge fu abolita dopo l'elezione di François Mitterrand alla presidenza della Repubblica nel maggio 1981.

## Accademico di Francia
Venne eletto all'Académie française il 10 febbraio 1977, al posto che fu di Paul Morand.

## Attentato, malattia e morte
Agli inizi del maggio 1981, Peyrefitte venne indicato come probabile Primo ministro in caso di rielezione di Valéry Giscard d'Estaing; l'elezione di Mitterrand vanificò questa prospettiva.
Il 15 dicembre 1986 a Provins, città di cui era sindaco dal 1965, la sua auto di servizio esplose a causa di un attentato, uccidendo un impiegato comunale. Gli ultimi anni di Peyrefitte furono amareggiati da un grave lutto familiare e dalla malattia che lo porterà alla morte a 74 anni. Poco prima della sua scomparsa, pur segnato dal male, rilasciò una lunga intervista televisiva sugli ultimi anni della presidenza de Gaulle.

## Citazione
«Per fare un buon impiegato d'archivio occorre una persona colta, brillante, dinamica e creativa; orbene, nessuna persona colta, brillante, dinamica e creativa vuole fare l'impiegato d'archivio»

## Opere
- 1946: Rue d'Ulm, chroniques de la vie normalienne
- 1947: Le sentiment de confiance, saggio
- 1948: Les roseaux froissés, romanzo
- 1949: Le mythe de Pénélope, saggio
- 1961: Faut-il partager l'Algérie?, saggio
- 1973: Quand la Chine s'éveillera... le monde tremblera, saggio
- 1976: Le mal français, essai
- 1981: Les chevaux du lac Ladoga - la justice entre les extrêmes, saggio
- 1983: Quand la rose se fanera, essai
- 1985: Encore un effort, Monsieur le Président, saggio
- 1989: L'empire immobile ou le choc des mondes, romanzo storico [tr. it.: "L'Impero Immobile"; Milano, Longanesi, 1990].
- 1990: La tragédie chinoise, saggio
- 1995: La société de confiance
- 1997: La Chine s'est éveillée.
- 1994 - 2000: C'était de Gaulle, memorie